# Liste von Musiklabels/P

## P
| Name Musiklabel                    | Land                   | Sitz                          | Gründer                                                                                          | Jahr-Von            | Jahr-Bis           | Labelcode | Website      | Mutterlabel                                                  | Details |
| ---------------------------------- | ---------------------- | ----------------------------- | ------------------------------------------------------------------------------------------------ | ------------------- | ------------------ | --------- | ------------ | ------------------------------------------------------------ | --- |
| poliTRON                           | Deutschland            |                               | Claudia Hinze und Roul Production S. Rüling poliTRON                                             | 2010                |                    | LC 91464  | Website      | metaTronics                                                  | 2010 |
| P.O.sin-music                      | Deutschland            |                               | Frank Pohsin und Mark Schandor                                                                   | 1997                |                    |           |              |                                                              | |
| P.S.F. Records                     | Japan                  |                               | Hideo Ikeezumi                                                                                   |                     |                    |           |              |                                                              | |
| P572                               | Kanada                 |                               | Sam Murdock und Sébastien Leduc                                                                  | 2004                |                    |           |              |                                                              | |
| Pablo Records                      | Vereinigte Staaten     |                               | Norman Granz                                                                                     | 1973                | 1987               |           |              |                                                              | Wurde 1987 von Fantasie Records übernommen |
| Pacific Front Recordings           | Kanada                 |                               | Justin Humber und Davin Greenwell                                                                | 2004                |                    |           |              |                                                              | |
| Pacific Jazz Records               | Vereinigte Staaten     |                               | Richard Bock und Roy Harte                                                                       | 1952                |                    |           |              |                                                              | |
| Pagan Records                      | Polen                  |                               | Tomasz Krajewski                                                                                 | 1992                |                    |           |              |                                                              | |
| Page One Records                   | Vereinigtes Königreich |                               | Larry Page                                                                                       | 1966                | Erloschen          |           |              |                                                              | |
| Paid In Full Entertainment         | Vereinigte Staaten     |                               | Madd Hatta                                                                                       |                     |                    |           |              |                                                              | |
| Painted Smiles                     | Vereinigte Staaten     |                               | Ben Bagley                                                                                       |                     |                    |           |              |                                                              | |
| Paisley Park Records               | Vereinigte Staaten     |                               | Prince                                                                                           | 1985                | 1994               |           |              |                                                              | |
| Paladino music                     | Österreich             |                               | Martin Rummel und Wolfgang Lamprecht                                                             | 2009                |                    |           |              |                                                              | |
| Pale Music International           | Deutschland            |                               | Steve Morell                                                                                     | 2000                |                    |           |              |                                                              | |
| Palette Records                    | Belgien                |                               | Jacques Kluger.                                                                                  | 1958                |                    |           |              |                                                              | |
| Palm Pictures                      | Vereinigte Staaten     |                               | Chris Blackwell                                                                                  |                     |                    |           |              |                                                              | |
| Palm Records                       | Frankreich             |                               |                                                                                                  |                     |                    |           |              |                                                              | |
| Palmetto Records                   | Vereinigte Staaten     |                               | Matt Balitsaris                                                                                  | 1990                |                    |           |              |                                                              | |
| Palo Alto Records                  | Vereinigte Staaten     |                               | Jim Benham                                                                                       | 1981                |                    |           |              |                                                              | |
| Palo Duro Records                  | Vereinigte Staaten     |                               |                                                                                                  | 2001                |                    |           |              |                                                              | |
| Pampa Records                      | Deutschland            | Hamburg                       | DJ Koze (Stefan Kozalla), Marcus Fink                                                            | 2009                |                    | LC 23252  | Website      |                                                              | |
| Panachord Records                  | Vereinigte Staaten     |                               |                                                                                                  | 1931                |                    |           |              | Warner-Brunswick Company                                     | |
| Panart Records                     | Kuba                   |                               |                                                                                                  | 1944                | 1961               |           |              |                                                              | |
| Panatomic Music Co.                | Deutschland            | München                       | Christian Heine, Roland Schunk                                                                   | 2001                | 2011               |           | Website      |                                                              | Label von The Atomic Café (Club) |
| Pandisc Records                    | Vereinigte Staaten     |                               |                                                                                                  |                     |                    |           |              |                                                              | |
| Pangea Recordings                  | Vereinigte Staaten     |                               |                                                                                                  | 2001                |                    |           |              |                                                              | |
| Panhellenion Records               | Vereinigte Staaten     |                               | Kiria Koulas                                                                                     | 1919                | 1927               |           |              |                                                              | |
| Panic & Action                     | Schweden               |                               | Eric Höjdén, Peter Ahlqvist                                                                      | 2008                | 2014               |           |              |                                                              | Am 30. Oktober 2014 gab das Label seine Schließung bekannt. Stattdessen wurde Burning Heart Recordsreaktiviert und die Künstler des Labels werden beim neuen Label übernommen                                             |
| Panic Button Records               | Vereinigte Staaten     | Chicago                       | Ben Weasel und John Jughead                                                                      | 1997                |                    |           |              |                                                              | |
| Panorama Records                   | Vereinigte Staaten     |                               |                                                                                                  |                     |                    |           |              |                                                              | |
| Panton Records                     | Tschechien             |                               |                                                                                                  | 1968                | Mitte 1990er Jahre |           |              |                                                              | |
| Pantone Music                      | Vereinigtes Königreich | Brighton                      | Gav Smith                                                                                        | 2004                |                    |           |              |                                                              | |
| Panzerfaust Records                | Vereinigte Staaten     |                               |                                                                                                  | 1998                | 2005               |           |              |                                                              | |
| Paper and Glue                     | Vereinigtes Königreich |                               |                                                                                                  |                     |                    |           |              |                                                              | |
| Paper Bag Records                  | Kanada                 | Toronto                       |                                                                                                  | 2002                |                    |           |              |                                                              | |
| Papillion Records                  | Vereinigtes Königreich |                               |                                                                                                  | 1999                |                    |           |              | Chrysalis Group                                              | |
| Paracadute                         | Vereinigte Staaten     |                               | OK Go                                                                                            | 2010                |                    |           |              |                                                              | |
| Parachute Records                  | Vereinigte Staaten     |                               | Russ Regan                                                                                       | 1976                |                    |           |              | Casablanca Record & FilmWorks                                | |
| Paramount Records                  | Vereinigte Staaten     |                               | Wisconsin Chair Company                                                                          | 1918                | 1932               |           |              |                                                              | |
| Paramount Records (1969)           | Vereinigte Staaten     |                               | Paramount Pictures                                                                               | 1969                |                    |           |              | Paramount Pictures/Gulf+Western/Famous Music Group (1969–74) | |
| Parasol Records                    | Vereinigte Staaten     | Urbana                        | Geoff Merritt                                                                                    | 1991                |                    |           |              |                                                              | |
| Park Records                       | Vereinigtes Königreich | Oxford                        |                                                                                                  | 1990                |                    |           |              |                                                              | |
| Parkway Records                    | Vereinigte Staaten     |                               | Monroe B. Passis                                                                                 | 1949                | 1950               |           |              |                                                              | |
| Parlophone                         | Vereinigtes Königreich |                               | Carl Lindström                                                                                   | Anfang 1900er Jahre |                    |           |              | Warner Music Group                                           | |
| Parrot Records (1962)              | Vereinigte Staaten     |                               |                                                                                                  | 1964                | 1973               |           |              | London Records                                               | |
| Parrot Records (USA)               | Vereinigte Staaten     |                               | Al Benson                                                                                        | 1952                | 1956               |           |              |                                                              | |
| Part Records                       | Deutschland            |                               | Andy Widders                                                                                     | 1992                |                    |           |              | Rockin’ Rollin’ Products                                     | |
| Partee Records                     | Vereinigte Staaten     |                               |                                                                                                  |                     | Erloschen          |           |              | Stax Records                                                 | |
| Partisan Records                   | Vereinigte Staaten     | New York City                 | Ian Wheeler und Tim Putnam                                                                       | 2007                |                    |           |              |                                                              | |
| Pasadena Records                   | Vereinigtes Königreich |                               | Pasadena Roof Orchestra                                                                          | 1987                |                    |           |              |                                                              | |
| Pathé Records                      | Frankreich             |                               | Charles Pathé und Émile Pathé                                                                    | 1894                |                    |           |              |                                                              | |
| Patuxent Music                     | Vereinigte Staaten     | Rockville                     | Tom Mindte                                                                                       | 1996                |                    |           |              |                                                              | |
| Pavement Music                     | Vereinigte Staaten     | Oakbrook Terrace              | Mark Nawara                                                                                      | 1993                |                    |           |              |                                                              | |
| Pavement Records                   | Deutschland            |                               |                                                                                                  | 1989                |                    |           |              |                                                              | |
| Paw Tracks                         | Vereinigte Staaten     |                               |                                                                                                  | 1999                | 2013               |           |              |                                                              | |
| PC-Records                         | Deutschland            | Chemnitz                      | Hendrik Lasch                                                                                    | 2000                |                    |           |              |                                                              | |
| Peacefrog Records                  | Vereinigtes Königreich |                               | Pete Hutchison, Paul Ballard                                                                     | 1991                |                    |           |              |                                                              | |
| Peaceville Records                 | Vereinigtes Königreich |                               | Paul „Hammy“ Halmshaw                                                                            | 1987                |                    |           |              |                                                              | |
| Peacock Records                    | Vereinigte Staaten     |                               | Don Robey                                                                                        | 1949                | 1975               |           |              | Duke-Peacock (1952–1973) ABC-Dunhill (1973–1975)             | |
| Peanuts & Corn Records             | Kanada                 | Brandon (Manitoba)            | Rod Bailey                                                                                       | 1994                |                    |           |              |                                                              | |
| Peak Records                       | Vereinigte Staaten     |                               | Russ Freeman und Andi Howard                                                                     | 1994                |                    |           |              |                                                              | |
| Pearl Records                      | Vereinigte Staaten     |                               | Garth Brooks                                                                                     | 2005                |                    |           |              |                                                              | |
| Peerless Records                   | Mexiko                 | Mexiko-Stadt                  | E. Baptista                                                                                      | 1921                |                    |           |              |                                                              | |
| Pegasus Records                    | Vereinigtes Königreich |                               |                                                                                                  | 1970                |                    |           |              | B&C                                                          | |
| Pelagic Records                    | Deutschland            |                               | Robin Staps                                                                                      | 2009                |                    |           |              |                                                              | |
| Pelham Power Productions           | Deutschland            |                               | Moses Pelham                                                                                     | Anfang 1990er Jahre |                    |           |              |                                                              | |
| Penalty Records                    | Vereinigte Staaten     | New York City                 | Neil Levine                                                                                      | 1995                |                    |           |              | Sony Music Entertainment                                     | |
| Pendragon Records                  | Vereinigte Staaten     | Philadelphia                  | Colm O’Connor                                                                                    | 1997                |                    |           |              |                                                              | |
| Penny Farthing Records             | Vereinigtes Königreich |                               | Larry Page                                                                                       |                     |                    |           |              |                                                              | |
| Pentagon Records                   | Österreich             |                               |                                                                                                  |                     |                    |           |              | Pentagon Productions                                         | |
| Pentatone                          | Niederlande            | Baarn                         | Dirk van Dijk, Job Maarse und Giel Bessels                                                       | 2001                |                    |           |              |                                                              | |
| People Like You Records            | Deutschland            |                               | Andre Bahr                                                                                       | 1999                |                    |           |              | Century Media                                                | |
| People Mountain People Sea         | Hongkong               |                               | Anthony Wong Yiu Ming                                                                            | 1999                |                    |           |              |                                                              | |
| People Records                     | Vereinigte Staaten     |                               | James Brown                                                                                      | 1971                |                    |           |              |                                                              | |
| Pepper Records                     | Vereinigtes Königreich |                               |                                                                                                  |                     |                    |           |              | Jive Records                                                 | |
| Per Koro Records                   | Deutschland            | Bielefeld                     | Markus Haas                                                                                      | 1993                |                    |           | Website      |                                                              | |
| Perfect Game Recording Co.         | Vereinigte Staaten     | New York City                 |                                                                                                  |                     |                    |           |              | EastWest                                                     | |
| Perfect Records                    | Vereinigte Staaten     |                               |                                                                                                  | 1920er Jahre        | 1930er Jahre       |           |              | Pathé Records                                                | gehörte ab 1929 zu der American Record Corporation |
| Perfect Records (Art)              | Vereinigte Staaten     |                               |                                                                                                  | 1955                | 1956               |           |              | Art Records                                                  | |
| Perfecto Records                   | Vereinigtes Königreich |                               | Paul Oakenfold                                                                                   | 1989                |                    |           |              |                                                              | |
| Perverted Taste                    | Deutschland            | Reichenbach                   |                                                                                                  | 1993                |                    |           |              |                                                              | |
| Perhaps Transparent                | Vereinigte Staaten     | Jersey City                   | Gabriel Walsh Stephen Connolly                                                                   |                     |                    |           |              |                                                              | |
| Perishable Records                 | Vereinigte Staaten     | Chicago                       | Ben Massarella und Tim Rutili                                                                    |                     |                    |           |              |                                                              | |
| Perlon (Label)                     | Deutschland            |                               | Zip und Markus Nikolai                                                                           |                     |                    |           |              |                                                              | |
| Perro Andaluz                      | Uruguay                |                               | Ángel Atienza                                                                                    | 1989                |                    |           |              |                                                              | |
| Perspective Records                | Vereinigte Staaten     |                               | James Harris und Terry Lewis                                                                     | 1991                | 1999               |           |              | Universal Music Group                                        | |
| Peski Records                      | Vereinigtes Königreich | Cardiff                       | Garmon Gruffydd und Rhys Edwards                                                                 | 2003                | 2016               |           |              |                                                              | |
| Pest Productions                   | Volksrepublik China    | Nanchang                      | Wu Deng Zhang                                                                                    | 2006                |                    |           |              |                                                              | |
| Peter Pan Records                  | Vereinigte Staaten     |                               |                                                                                                  | 1950                |                    |           |              | SPC                                                          | |
| PFull Entertainment                | Südkorea               |                               |                                                                                                  |                     |                    |           |              |                                                              | |
| PGP-RTB                            | Serbien                | Belgrad                       |                                                                                                  | 1959                | 1993               |           |              |                                                              | |
| PGP-RTS                            | Serbien                | Belgrad                       |                                                                                                  | 1958                | 1993               |           |              |                                                              | |
| Phantasy Sound                     | Vereinigtes Königreich | London                        | Erol Alkan                                                                                       | 2007                |                    |           |              |                                                              | |
| Phantom City Studios               | Vereinigte Staaten     | Orlando                       |                                                                                                  | 1999                |                    |           |              |                                                              | |
| Phantom Records                    | Australien             | Sydney                        | Dare Jennings und Jules Normington                                                               | 1979                |                    |           |              |                                                              | |
| Pharmacy Records                   | Australien             | Fitzroy (Victoria)            | Richard Andrew                                                                                   |                     |                    |           |              |                                                              | |
| Phase 4 Stereo                     | Vereinigtes Königreich |                               |                                                                                                  | 1961                |                    |           |              |                                                              | |
| Phil Spector International         | Vereinigte Staaten     |                               | Malcolm Jones                                                                                    | 1970                | 1980               |           |              |                                                              | |
| Philadelphia International Records | Vereinigte Staaten     |                               | Kenneth Gamble und Leon Huff                                                                     | 1971                |                    |           |              |                                                              | |
| Philly Groove Records              | Vereinigte Staaten     |                               | Stan Watson und Sam Bell                                                                         | 1967                | 1974               |           |              |                                                              | |
| Philips Classics Records           | Vereinigtes Königreich |                               |                                                                                                  | 1980er Jahre        | Erloschen          |           |              | Philips Records                                              | |
| Philips Records                    | Niederlande            |                               |                                                                                                  | 1951                |                    |           |              | Philips Phonographische Industrie N.V.                       | |
| Philles Records                    | Vereinigte Staaten     |                               | Phil Spector und Lester Sill                                                                     | 1961                | 1967               |           |              |                                                              | |
| Phillips International Records     | Vereinigte Staaten     |                               | Sam Phillips                                                                                     | 1957                | 1963               |           |              | Sun Records                                                  | |
| Philips Phonographische Industrie  | Niederlande            |                               |                                                                                                  | 1950                |                    |           |              |                                                              | |
| Philo Records (rhythm & blues)     | Vereinigte Staaten     | Los Angeles                   | Eddie Mesner und Leo Messner                                                                     | 1945                | 1946               |           |              |                                                              | |
| Philo Records (folk)               | Vereinigte Staaten     |                               | Michael Couture und Bill Schubart                                                                | 1973                |                    |           |              |                                                              | |
| Philology Records                  | Italien                |                               | Paolo Piangiarelli                                                                               | 1987                |                    |           |              |                                                              | |
| Phoenix Records                    | Deutschland            |                               |                                                                                                  |                     |                    | LC 03058  |              |                                                              | |
| Phono-Cut Record Company           | Vereinigte Staaten     | Boston                        |                                                                                                  | 1910                | 1913               |           |              | Boston Talking Machine Company                               | |
| Phonogenic Records (UK)            | Vereinigtes Königreich |                               |                                                                                                  |                     |                    |           |              | Sony Music Entertainment                                     | |
| Phonoplay                          | Schweiz                | Adligenswil                   | Joe Käslin                                                                                       | 1976                |                    |           | Website      |                                                              | |
| Phonoplay International            | Schweiz                | Adligenswil                   | Joe Käslin                                                                                       |                     |                    |           |              | Phonoplay                                                    | |
| Phonoplay Music Productions        | Schweiz                | Adligenswil                   | Joe Käslin                                                                                       |                     |                    |           |              | Phonoplay                                                    | |
| Phonogram                          | Deutschland            |                               |                                                                                                  | 1972                |                    |           |              | Philips                                                      | Ist aus der 1968 von Philips gegründeten Schallplattenfirma Phonogram Tongesellschaft mbH hervorgegangen |
| Photo Finish Records               | Vereinigte Staaten     | New York City                 | Matt Galle                                                                                       | 2006                |                    |           |              |                                                              | |
| PIAS Recordings                    | Belgien                | Brüssel                       | Kenny Gates und Michael Lambot                                                                   | 1983                |                    |           |              |                                                              | |
| Pi Recordings                      | Vereinigte Staaten     |                               | Seth Rosner                                                                                      | 2001                |                    |           |              | PIAS Group                                                   | |
| Piccadilly Records                 | Vereinigtes Königreich |                               |                                                                                                  |                     |                    |           |              | Pye Records                                                  | |
| Piccolo Town                       | Japan                  |                               |                                                                                                  |                     |                    |           |              | Up-Front Works                                               | |
| Pickled Egg Records                | Vereinigtes Königreich | Leicester                     | Nigel Turner                                                                                     | 1998                |                    |           |              |                                                              | |
| Pickwick Records                   | Vereinigte Staaten     |                               | Cy Leslie                                                                                        | 1950                | 1977               |           |              |                                                              | |
| Piedmont Records                   | Vereinigte Staaten     |                               | Dick Spottswood                                                                                  | Anfang 1960er Jahre | Erloschen          |           |              |                                                              | |
| Pigs Whisker Music                 | Vereinigtes Königreich |                               |                                                                                                  |                     |                    |           |              |                                                              | |
| Pilz (Plattenlabel)                | Deutschland            |                               |                                                                                                  | 1971                | 1972               |           |              | Ohr & Pilz Musik Produktion                                  | Die Ursprünge von Pilz gehen auf die BASF Musikproduktion zurück. |
| Pina Records                       | Vereinigte Staaten     |                               | Raphy Pina                                                                                       | 1996                |                    |           |              |                                                              | |
| Pinecastle Records                 | Vereinigte Staaten     | Piedmont (South Carolina)     | Tom Riggs                                                                                        | 1989                |                    |           |              |                                                              | |
| Ping Records                       | Vereinigte Staaten     |                               | Frank Evans                                                                                      | 1956                | 1957               |           |              |                                                              | |
| Pinhead Records                    | Argentinien            |                               |                                                                                                  | 1990                |                    |           |              |                                                              | |
| Pinnacle Records                   | Vereinigtes Königreich |                               |                                                                                                  |                     | 2008               |           |              | Windsong International                                       | |
| Pink and Black Records             | Vereinigte Staaten     |                               | Fat Mike                                                                                         | 1999                |                    |           |              |                                                              | |
| Pink Biscuit Records               | Vereinigtes Königreich |                               |                                                                                                  |                     |                    |           |              |                                                              | |
| Piranha Records                    | Deutschland            |                               | Brigitte Bieg, Christoph Borkowsky und andere                                                    | 1987                |                    |           |              |                                                              | |
| Pirate Records                     | Deutschland            | München                       | Walter Pütz, Michael Mittermeier                                                                 | 2002                | 2006               | LC 11937  |              |                                                              | |
| Pirouet Records                    | Deutschland            |                               | Jason Seizer und Ralph Bürklin                                                                   | 2003                |                    |           |              |                                                              | |
| Pivotal Rockordings                | Vereinigte Staaten     |                               | Leevan Macomeau und Alexi Front                                                                  | 2004                |                    |           |              |                                                              | |
| Pizza of Death Records             | Japan                  |                               | Ken Yokoyama                                                                                     | 1999                |                    |           |              |                                                              | |
| Placid Casual                      | Vereinigtes Königreich |                               | Super Furry Animals                                                                              | 1998                |                    |           |              |                                                              | |
| Pläne                              | Deutschland            |                               |                                                                                                  | 1961                | 2011               |           |              |                                                              | |
| Plainisphare                       | Schweiz                |                               |                                                                                                  | 1982                | 2011               |           |              |                                                              | |
| Plak Music                         | Deutschland            |                               | Jochen Kühling und Ünal Yüksel                                                                   | 1999                |                    |           |              |                                                              | |
| Plaka Pilipino                     | Philippinen            |                               |                                                                                                  | 1970                | 1981               |           |              | Vicor Music Corporation                                      | |
| Plan 9 Records                     | Vereinigte Staaten     | Lodi                          | Glenn Danzig                                                                                     | 1977                | 1995               |           |              |                                                              | |
| Planet Core Productions            | Deutschland            |                               | Marc Trauner, Thorsten Lambart                                                                   | 1989                | 1997               |           |              |                                                              | |
| Planet Dog Records                 | Vereinigtes Königreich |                               | Michael Sassen                                                                                   |                     |                    |           |              |                                                              | |
| Planet E                           | Vereinigte Staaten     | Detroit                       | Carl Craig                                                                                       | 1995                |                    |           | planet-e.net |                                                              | |
| Planet Mu                          | Vereinigtes Königreich |                               | Mike Paradinas                                                                                   | 1995                |                    |           |              |                                                              | |
| Planet Pimp Records                | Vereinigte Staaten     | San Francisco                 | Sven-Erik Geddes                                                                                 |                     | Erloschen          |           |              |                                                              | |
| Planet Punk Music                  | Deutschland            | Niendorf a d Stecknitz        | Sven Gruhnwald und Sebastian Göckede                                                             | 2008                |                    |           |              |                                                              | |
| Plan-It-X Records                  | Vereinigte Staaten     | Bloomington                   | Chris Johnston und Sam Dorsett                                                                   | 1994                |                    |           |              |                                                              | |
| Plant Life Records                 | Vereinigtes Königreich |                               | Nigel Pegrum                                                                                     | 1977                | 1984               |           |              |                                                              | |
| Plantation Records                 | Vereinigte Staaten     |                               | Shelby Singleton                                                                                 | 1960er Jahre        | 1970er Jahre       |           |              |                                                              | |
| Plasma Records                     | Vereinigte Staaten     |                               | Manmohan Waris, Kamal Heer und Sangtar                                                           | 2002                |                    |           |              |                                                              | |
| Plastic City                       | Deutschland            |                               |                                                                                                  | 1993                |                    |           |              |                                                              | |
| Plastic Head Distribution          | Vereinigtes Königreich |                               | Steve Beatty                                                                                     | 1990                |                    |           |              |                                                              | |
| Plastic Raygun                     | Vereinigtes Königreich | Cardiff                       | Maf Lewis, Steven Robson und Neil Cocker                                                         | 2000                |                    |           |              |                                                              | |
| Plastiq Musiq                      | Vereinigte Staaten     |                               | Ronnie Martin                                                                                    | 1997                |                    |           |              |                                                              | |
| Platinoids                         | Niederlande            |                               | Marc Osmate                                                                                      | 2010                |                    |           |              |                                                              | |
| Platipus Records                   | Vereinigtes Königreich | London                        | Simon Berry                                                                                      | 1993                |                    |           |              |                                                              | |
| Play It Again Sam (Label)          | Belgien                |                               | Kenny Gates, Michel Lambot                                                                       | 1983                |                    | LC 07800  |              |                                                              | |
| Play Loud! Productions             | Deutschland            |                               | Dietmar Postund Lucía Palacios                                                                   | 1997                |                    |           |              |                                                              | |
| Playboy Records                    | Vereinigte Staaten     | Los Angeles                   |                                                                                                  | 1971                | 1978               |           |              |                                                              | |
| Playground Music Scandinavia       | Schweden               |                               | Jonas Sjöström                                                                                   | 1999                |                    |           |              |                                                              | |
| Playhouse                          | Deutschland            |                               | Ata Macias und Heiko Schäfer                                                                     | 1992                |                    |           |              | Ongaku Musik                                                 | |
| Playhouse Records                  | Vereinigte Staaten     |                               | Jim Copp und Ed Brown                                                                            | 1958                |                    |           |              |                                                              | |
| Playing With Sound                 | Vereinigtes Königreich | Warrington                    | David Green                                                                                      | 2015                |                    |           |              |                                                              | |
| Playmaker Music                    | Vereinigte Staaten     |                               | Chadron (“Nitti”) Moore                                                                          | 2007                |                    |           |              | Warner Music Group                                           | |
| Playtone                           | Vereinigte Staaten     |                               | Tom Hanks und Gary Goetzman                                                                      | 1996                |                    |           |              |                                                              | |
| Pledis Entertainment               | Südkorea               |                               | Han Sung-soo                                                                                     | 2007                |                    |           |              |                                                              | |
| Plug Research                      | Vereinigte Staaten     | Los Angeles                   | Allen Avanessian                                                                                 | 1994                |                    |           |              |                                                              | |
| Plus 8                             | Kanada                 |                               | John Acquaviva und Richie Hawtin                                                                 | 1990                |                    |           |              |                                                              | |
| Pluto Records                      | Vereinigte Staaten     | Dallas                        | Eric Shirey und Brian Cobbel                                                                     | 1999                |                    |           |              |                                                              | |
| Pneuma Recordings                  | Vereinigte Staaten     | San Francisco                 | Dj Abstract                                                                                      |                     |                    |           |              |                                                              | |
| POF Music                          | Frankreich             | Paris                         |                                                                                                  |                     |                    |           |              |                                                              | |
| Pogo’s Empire                      | Österreich             |                               | Marco Pogo                                                                                       | 2016                |                    | LC 52773  |              |                                                              | |
| Point Blank Records                | Vereinigtes Königreich |                               | John Wooler                                                                                      | 1988                |                    |           |              | Virgin Records                                               | |
| Point Music                        | Vereinigte Staaten     |                               | Joint Venture von Philips Classics sowie Michael Riesman und Philip Glass’ Euphorbia Productions | 1992                |                    |           |              |                                                              | |
| Poker Flat Recordings              | Deutschland            |                               | Steve Bug                                                                                        | 1998                |                    | LC 00747  |              |                                                              | |
| Poko Rekords                       | Finnland               |                               | Kari „Epe“ Helenius                                                                              | 1977                |                    |           |              |                                                              | |
| Polar Music                        | Schweden               |                               | Stig Anderson und Bengt Bernhag                                                                  | 1963                |                    |           |              | Sweden Music                                                 | |
| Polen Records                      | Kolumbien              | Bogota                        | Felipe Alvarez                                                                                   | 2006                |                    |           |              |                                                              | |
| Polo Grounds Music                 | Vereinigte Staaten     | New York City                 | Bryan Leach                                                                                      | 2006                |                    |           |              | Sony Music Entertainment                                     | |
| Polydor                            | Deutschland            |                               | Deutsche Grammophon AG                                                                           | 1924                |                    | LC 00309  |              | Universal Music Group                                        | Gehört heute zu Universal Music im Medienunternehmen Vivendi |
| Polygon Records                    | Vereinigtes Königreich |                               | Alan A. Freeman und Leslie Clark                                                                 | 1949                |                    |           |              |                                                              | Wird als Polygon Record Company Ltd. gegründet. |
| Polygram                           | Deutschland            |                               |                                                                                                  | 1971                |                    |           |              |                                                              | War ein Medienkonzern, der 1971 aus der Deutschen Grammophon Gesellschaft (DGG) und Philips Phonographische Industrie (PPI) entstand.                                                                                     |
| Polymorph Records                  | Vereinigtes Königreich | London                        |                                                                                                  | 2010                |                    |           |              |                                                              | |
| Polyphon Musikwerke                | Deutschland            |                               | Gustav Brachhausen und Ernst Paul Rießner                                                        | 1895                |                    |           |              |                                                              | Am 24. April 1917 erwarb die Polyphon Musikwerke AG die Aktien der Deutschen Grammophon AG, der Firmenname wurde in Polyphonwerke AG geändert. Die weitere Geschichte der Polyphonwerke ist die der Deutschen Grammophon. |
| Polyvinyl Records                  | Vereinigte Staaten     |                               | Matt Lunsford und Darcie Lunsford                                                                | 1996                |                    |           |              |                                                              | |
| Pony Canyon                        | Japan                  |                               |                                                                                                  | 1966                |                    |           |              |                                                              | |
| Popfrenzy                          | Australien             | Surry Hills (New South Wales) | Chris Wu                                                                                         | 1999                |                    |           |              |                                                              | |
| Popsicle Records                   | Vereinigte Staaten     |                               | Jeffree Star                                                                                     |                     |                    |           |              |                                                              | |
| Poptones                           | Vereinigtes Königreich | London                        | Alan McGee                                                                                       | 1999                |                    |           |              |                                                              | |
| Pork Recordings                    | Vereinigtes Königreich | Kingston upon Hull            | David „Porky“ Brennand                                                                           | 1992                |                    |           |              |                                                              | |
| Pork Pi                            | Deutschland            |                               | Matthias „Matzge“ Bröckel                                                                        | 1989                |                    |           |              |                                                              | |
| Portrait Records                   | Vereinigte Staaten     |                               |                                                                                                  | 1976                |                    |           |              | Sony Music                                                   | |
| Posh Boy Records                   | Vereinigte Staaten     | Los Angeles                   | Robbie Fields                                                                                    | 1978                |                    |           |              |                                                              | |
| Positiva Records                   | Vereinigtes Königreich |                               | Nick Halkes                                                                                      | 1993                |                    |           |              | Universal Music Group                                        | |
| Positive Tone                      | Malaysia               | Kuala Lumpur                  | Jeff Siah und Kenny Tay                                                                          | 1993                | 2003               |           |              |                                                              | |
| Positron! Records                  | Vereinigte Staaten     | Chicago                       | Chris Randall                                                                                    | 1998                |                    |           |              |                                                              | |
| Posi-Tone Records                  | Vereinigte Staaten     |                               | Marc Free                                                                                        | 1994                |                    |           |              |                                                              | |
| Post Records                       | Vereinigte Staaten     | Orlando                       | Buzz Curtis                                                                                      | Anfang 1960er Jahre |                    |           |              |                                                              | |
| The Post War Blues                 | Vereinigte Staaten     |                               | Mike Rowe                                                                                        | 1966                |                    |           |              |                                                              | |
| Postcard Records                   | Vereinigtes Königreich |                               | Alan Horne                                                                                       | 1979 1992           | 1981               |           |              |                                                              | |
| Post-Parlo                         | Vereinigte Staaten     | Orlando                       |                                                                                                  | 2004                |                    |           |              |                                                              | |
| Potential Getaway Driver           | Vereinigte Staaten     |                               | Chad Hansen und Anthony Iamurri                                                                  | 2005                |                    |           |              |                                                              | |
| Potlatch (Label)                   | Frankreich             |                               | Axolotl, Jacques Oger, und Jean-Marc Foussat                                                     | 1998                |                    |           |              |                                                              | |
| Pow Pow Productions                | Deutschland            |                               | Ingo Rheinbay (Selector) und Backra (MC)                                                         | 1990                |                    |           |              |                                                              | |
| Power Bros                         | Polen                  | Rybnik                        | Krzysztof Popek                                                                                  | 1992                |                    |           |              |                                                              | |
| Power It Up                        | Deutschland            | Peine                         | Thomas Lenz                                                                                      |                     |                    |           | Website      |                                                              | |
| Prank Records                      | Vereinigte Staaten     | San Francisco                 |                                                                                                  | 1995                |                    |           |              |                                                              | |
| Pravda Records                     | Vereinigte Staaten     | Chicago                       | Kenn Goodman                                                                                     | 1984                |                    |           |              |                                                              | |
| Prawn Song Records                 | Vereinigte Staaten     | San Francisco                 | Les Claypool                                                                                     | 1989                |                    |           |              |                                                              | |
| Precision Talent                   | Vereinigte Staaten     | Los Angeles                   |                                                                                                  | 2007                |                    |           |              |                                                              | |
| Prefermusic                        | Schweiz                | Bern-Liebefeld                | Ramon Bischoff                                                                                   | 2013                |                    |           |              |                                                              | |
| Preiser Records                    | Österreich             |                               | Otto G. Preiser                                                                                  | 1952                |                    |           |              |                                                              | |
| Prelude Records                    | Vereinigte Staaten     | New York City                 | Marvin Schlachter                                                                                | 1976                | 1986               |           |              | Unidisc                                                      | |
| Premium Records                    | Vereinigte Staaten     |                               | Lee Egalnick und Lew Simpkins                                                                    | 1950                | 1951               |           |              |                                                              | |
| Pressure Sounds                    | Vereinigtes Königreich |                               |                                                                                                  | 1994                |                    |           |              |                                                              | |
| Prestige Records                   | Vereinigte Staaten     |                               | Bob Weinstock                                                                                    | 1950                |                    |           |              |                                                              | |
| Pride & Joy Music                  | Deutschland            | Ascheberg                     | Birgitt Schwanke                                                                                 | 2015                |                    | LC 50616  | Website      |                                                              | |
| Prikosnovénie                      | Frankreich             | Clisson                       | Frédéric Chaplain und Sabine Adélaïde                                                            | 1991                |                    |           |              |                                                              | |
| Primary Music                      | Israel                 |                               | Suzy                                                                                             | 2003                |                    |           |              |                                                              | |
| Priority Records                   | Vereinigte Staaten     |                               | Bryan Turner, Mark Cerami und Steve Drath                                                        | 1985                |                    |           |              |                                                              | Mittlerweile ist das Label im Besitz und unter der Verwaltung des Labels EMI Music. |
| Priory Records                     | Vereinigtes Königreich |                               |                                                                                                  | 1980                |                    |           |              |                                                              | |
| Prism Records                      | Vereinigte Staaten     | New York City                 |                                                                                                  | 1978                | 1989               |           |              | Unidisc Records                                              | |
| Private Music                      | Vereinigte Staaten     | New York City                 | Peter Baumann                                                                                    | 1984                | 1996               |           |              |                                                              | |
| Private Records                    | Deutschland            | Berlin                        | Janis Nowacki                                                                                    | 2010                |                    |           |              |                                                              | |
| Private Stock Records              | Vereinigte Staaten     | New York City                 | Larry Uttal                                                                                      | 1974                | 1978               |           |              | 43 North Broadway, LLC.                                      | |
| Pro Era Records                    | Vereinigte Staaten     | New York City                 | Pro Era                                                                                          | 2015                |                    |           |              | Cinematic                                                    | |
| Probe Plus                         | Vereinigtes Königreich | Liverpool                     | Geoff Davies                                                                                     | 1981                |                    |           |              |                                                              | |
| Probe Records                      | Vereinigte Staaten     | New York City                 |                                                                                                  | 1968                | 1970               |           |              | ABC Records                                                  | |
| Problembär Records                 | Österreich             |                               | Stefan Redelsteiner                                                                              | 2007                |                    |           |              |                                                              | |
| Procrastinate! Music Traitors      | Vereinigte Staaten     | Batavia                       | Brand New                                                                                        | 2004                |                    |           |              |                                                              | |
| Producciones efímeras              | Spanien                |                               | Germán Díaz, Fernando Fuentes                                                                    | 2004                |                    |           |              |                                                              | |
| Production House Records           | Vereinigtes Königreich |                               | Phil Fearon. Laurie Jago und Raj Malkani                                                         | 1987                |                    |           |              |                                                              | |
| Profane Existence Records          | Vereinigte Staaten     | Minneapolis                   |                                                                                                  | 1989                |                    |           |              |                                                              | |
| Profile Records                    | Vereinigte Staaten     |                               | Cory Robbins und Steve Plotnicki                                                                 | 1981                |                    |           |              |                                                              | |
| Profound Lore Records              | Kanada                 |                               | Chris Bruni                                                                                      | 2004                |                    |           |              |                                                              | |
| Progressive Promotion              | Deutschland            |                               | Oliver Wenzler                                                                                   | 2009                |                    |           |              |                                                              | |
| ProgRock Records                   | Vereinigte Staaten     |                               |                                                                                                  |                     |                    |           |              |                                                              | |
| Project Blowed                     | Vereinigte Staaten     |                               |                                                                                                  |                     |                    |           |              |                                                              | |
| Projekt Records                    | Vereinigte Staaten     | Portland                      | Sam Rosenthal                                                                                    | 1983                |                    |           |              |                                                              | |
| Propeller Recordings               | Norwegen               | Oslo                          | Frithjof Hungnes                                                                                 | 2003                |                    |           |              |                                                              | |
| Propeller Records                  | Neuseeland             | Auckland                      | Simon Grigg                                                                                      | 1980                |                    |           |              |                                                              | |
| Propeller Records (Boston)         | Vereinigte Staaten     | Boston                        |                                                                                                  | 1981                |                    |           |              |                                                              | |
| Prophecy Productions               | Deutschland            |                               | Martin Koller                                                                                    | 1996                |                    | LC 10160  |              |                                                              | |
| Prophet Entertainment              | Vereinigte Staaten     | Memphis                       | DJ Paul & Juicy J                                                                                | 1991                |                    |           |              |                                                              | |
| Prosthetic Records                 | Vereinigte Staaten     |                               | EJ Johantgen, Dan Fitzgerald                                                                     | 1998                |                    |           |              |                                                              | |
| Protest Records                    | Vereinigte Staaten     | Northampton                   | Thurston Moore und Kim Gordon                                                                    |                     | Erloschen          |           |              |                                                              | |
| PS Classics                        | Vereinigte Staaten     | Bronxville                    | Tommy Krasker und Philip Chaffin                                                                 | 2000                |                    |           |              |                                                              | |
| PSI Records                        | Vereinigtes Königreich | Nottingham                    | JS Clayden und Mark Clayden                                                                      | 2002                |                    |           |              |                                                              | |
| Psych.KG                           | Deutschland            |                               |                                                                                                  | 2003                |                    |           |              | Multi National Disaster Records                              | |
| Psycho T Records                   | Deutschland            | Rochlitz                      | Dirk Enger                                                                                       | 1997                |                    |           |              |                                                              | |
| Psychomania Records                | Vereinigtes Königreich |                               |                                                                                                  | 1984                |                    |           |              |                                                              | |
| Psychonaut Records                 | Niederlande            |                               | The Gathering                                                                                    | 1999                |                    |           |              |                                                              | |
| Psychopathic Records               | Vereinigte Staaten     |                               | Joe Bruce und Joey Utsler                                                                        |                     |                    |           |              |                                                              | |
| Psychout Records                   | Schweden               | Stockholm                     | Nicke Andersson                                                                                  | 1995                |                    |           |              |                                                              | |
| Psycho+Logical-Records             | Vereinigte Staaten     | New York City                 | Necro                                                                                            | 1999                |                    |           |              |                                                              | |
| Psy-Harmonics                      | Australien             | Melbourne                     | Ollie Olsen und Andrew Till                                                                      | 1993                |                    |           |              |                                                              | |
| Public Eyesore Records             | Vereinigte Staaten     | San Francisco                 | Bryan Day                                                                                        | 1997                |                    |           | Website      |                                                              | |
| Pulverised Records                 | Singapur               |                               | Band Mutation                                                                                    | 1996 2004           | 2000               |           |              |                                                              | |
| Punch Records                      | Italien                |                               | Tairy Ceron                                                                                      | 2003                |                    |           |              |                                                              | |
| Punishment 18 Records              | Italien                |                               |                                                                                                  | 2006                |                    |           |              |                                                              | |
| Punkcore Records                   | Vereinigte Staaten     | Middle Island                 |                                                                                                  | 1996                | 2011               |           | Website      |                                                              | |
| Purchase Records                   | Vereinigte Staaten     |                               | Joe Ferry, Jim McElwaine und Karl Kramer                                                         | 2000                |                    |           |              |                                                              | |
| Pure Noise Records                 | Vereinigte Staaten     |                               | Jake Round                                                                                       | 2008                |                    |           |              |                                                              | |
| Pure Steel Records                 | Deutschland            |                               | Kay Anders, Andreas Lorenz                                                                       | 2006                |                    |           |              |                                                              | |
| Puritan Records                    | Vereinigte Staaten     |                               |                                                                                                  | 1917                | 1929               |           |              |                                                              | |
| Purity Through Fire                | Deutschland            | Wilkau-Haßlau                 | Mariusz Hold                                                                                     | 2010                |                    |           |              |                                                              | |
| Purple Feather Records             | Vereinigte Staaten     |                               | The Donnas                                                                                       | 2006                |                    |           |              |                                                              | |
| Purple Music Switzerland           | Schweiz                | Zürich                        | Jamie Lewis                                                                                      | 1997                |                    |           |              |                                                              | |
| Purple Records                     | Vereinigtes Königreich |                               | John Coletta und Tony Edwards                                                                    | 1971                | 1979               |           |              |                                                              | |
| Purple Ribbon Records              | Vereinigte Staaten     |                               | Outkast                                                                                          |                     |                    |           |              |                                                              | |
| Purple Tree Records                | Schweiz                |                               |                                                                                                  | 1997                |                    |           |              |                                                              | |
| PUSA Inc.                          | Vereinigte Staaten     |                               | The Presidents of the United States of America                                                   | 2004                |                    |           |              |                                                              | |
| Put Da Needle To Da Records        | Deutschland            |                               | Peter Sreckovic                                                                                  | 1996                |                    |           |              |                                                              | |
| Putumayo World Music               | Vereinigte Staaten     |                               | Dan Storper                                                                                      | 1993                |                    |           |              |                                                              | |
| PWL Records                        | Vereinigtes Königreich |                               |                                                                                                  | 1987                |                    |           |              |                                                              | |
| Pye Golden Guinea Records          | Vereinigtes Königreich |                               |                                                                                                  | 1953                | Erloschen          |           |              | Pye Ltd., später ATV                                         | |
| Pye International Records          | Vereinigtes Königreich |                               |                                                                                                  | 1958                |                    |           |              | Pye Records                                                  | |
| Pye Records                        | Vereinigtes Königreich |                               |                                                                                                  | Anfang 1950er Jahre |                    |           |              | Pye Radio Company                                            | Das Label entstand aus der Vereinigung der Label Nixa Records und Polygon Records, die zunächst den neuen Namen Pye Nixa Records erhielten. 1959 wurde der Name in Pye Records geändert.                                  |
| Pyramid Gang Records               | Vereinigte Staaten     |                               | Jahmirris Smith                                                                                  | 2011                |                    |           |              |                                                              | |